# Al-Wehda Football Club
Pour les articles homonymes, voir Al Wahda.
Maillots
Actualités
Le Al-Wehda Football Club (en arabe : نادي الوحدة لكرة اكقدم), plus couramment abrégé en Al-Wehda, est un club saoudien de football fondé en 1945 et basé dans la ville de La Mecque.

## Personnalités du club

### Anciens entraîneurs
Liste des entraîneurs :
- Jean Fernandez
- Eugen Moldovan
- Theo Bücker
- Zoran Đorđević
- Jairzinho